# ブレン (筆記具)
ブレンは、ゼブラが販売するエマルジョンボールペン。独自開発の機構を用いて通常のボールペンで発生する振動を抑えている。